# Sima Milutinović

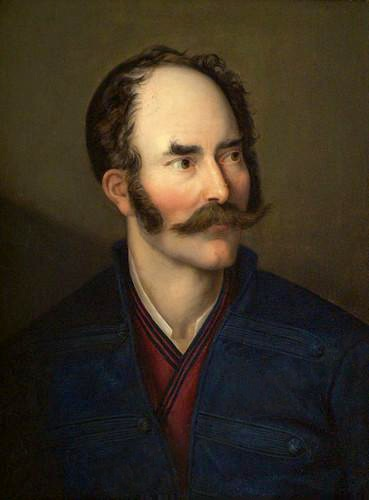
Sima Milutinović

Sima Milutinović (auch Milutinović-Sarajlija, deutsch auch Simeon Milutinowitsch geschrieben; * 3. Oktoberjul. / 14. Oktober 1791greg. in Sarajevo; † 30. Dezember 1847jul. / 11. Januar 1848greg. in Belgrad) war ein serbischer Dichter und gilt als Begründer der neuserbischen Literatur, zusammen mit Vuk Stefanović Karadžić.

## Leben und Werk
Milutinović wurde als Sohn eines Kaufmanns geboren. Nur mühsam und unter vielen Beschwerden erwarb er sich in Belgrad, wohin seine Eltern vor der Pest geflohen waren, und auf dem Gymnasium zu Carlovicz (Karlowitz; Österreich) einige Bildung. Von der letzten Anstalt verwiesen wegen Lesens verbotener Bücher, erhielt er 1806 eine Schreiberstelle bei der (fürstlichen) Staatskanzlei zu Belgrad, die er bis 1813 versah. Außerdem übte er ein Lehramt an der Belgrader Hochschule aus.
Während des Aufstandes der Serben im Jahre 1815 irrte er meist unstet umher; bald war er Schreiber des serbischen Bischofs, bald unter versprengten Scharen (...zur regionaltypischen Bewaffnung antitürkischer Freiheitskämpfer gehörig, vertauschte (der Dichter) Simeon Milutinowitsch die Feder mit der Flinte ...). 
Schließlich wurde er Gärtnergehilfe bei einem Türken in Widin. Nach Belgrad zurückgekehrt, übernahm er eine Zeit lang eine Stelle bei dem Bruder des Fürsten Miloš (Milosch); dann reiste er nach Bessarabien, um seine Eltern wiederzusehen.

## Im Ausland
Die walachisch-griechischen Unruhen, die inzwischen ausgebrochen waren, verhinderten seine Rückkehr nach Serbien; er wanderte 1820 nach Russland aus und erhielt durch den russischen Kaiser eine Pension, wodurch er sich nun ganz den Musen widmen konnte. 
Damals dichtete er seine Serbianka (Die Serbin), eine Reihe lyrisch-epischer Gedichte, in denen der Aufstand der Serben gegen fremde Herrscher mit Wärme und Treue geschildert wird. 
1825 ging Milutinović nach Leipzig, wo er nicht nur diese Gedichtsammlung (4 Bände, 1826), sondern auch noch zwei andere Gedichtsammlungen (Nekolike pjesnice stare, 1826, und Zorica, 1827), erscheinen ließ. Glühende Vaterlandsliebe, Wärme des Gefühls, kühne Originalität in Bild und Ausdruck charakterisieren diese Gedichte. 
Zwei Jahre lang hörte er Vorlesungen an der philosophischen Fakultät der Universität Leipzig, wodurch er sich die deutsche Sprache und eine höhere Bildung aneignete. Außerdem trat Milutinović mit der Schriftstellerin Talvj in Verbindung und lernte den sorbischen Dichter Handrij Zejler kennen, der damals in Leipzig studierte.
Er bot auch Wilhelm Gerhard bei der Herausgabe seiner Wila Unterstützung an (dass Sie den slawischen Sprachen Ihre Tätigkeit schenken mögen. Sie haben Herrn Milutinowitsch bey sich, und es fehlt Ihnen in einer so bedeutenden Handelsstadt [Leipzig] gewiss nicht an jeder Bey- und Nachhülfe).
Im Jahre 1827 begab er sich, da er noch immer nicht nach Serbien zurückkehren konnte, nach Montenegro, wo ihn der Fürstbischof Petar I. Petrović gastfreundlich aufnahm, ihm die Erziehung des späteren Herrschers Vladika Petar II. anvertraute und ihm Muße gewährte, eine neue reiche Sammlung serbischer Volkslieder anzulegen, die dann mit dem Titel Volkslieder der Montenegriner und herzegowiner Serben unter der persönlichen Leitung Milutinovićs in der Originalsprache gedruckt wurde, allerdings unter dem Pseudonym Cubro Cojkovié erschien (Ofen 1833 und Leipzig 1837). Außerdem konnte er auch seine in serbischer Sprache verfasste Geschichte von Montenegro (Petersburg 1835) und die Geschichte Serbiens in den Jahren 1813–15 erscheinen lassen. 1835 wurde auch das Drama Dika Crnogorska (Der Stolz Cernagoras, Cetinje 1835) veröffentlicht. Eine Quelle berichtet kurz, dass Milutinović auch noch in Bulgarien weilte.

## Wieder in Serbien
Seit 1840 lebte Milutinović wieder in Serbien (dort, wo sich die ersten serbischen Wojwoden aufhielten, blieb Milutinowitsch), erhielt einen hohen Posten im Unterrichtsministerium, mischte sich aber auch in die höhere Politik ein, sodass er während des Aufstandes von 1840 in Lebensgefahr schwebte und in Abwesenheit sogar zum Tode verurteilt wurde. 
Trotzdem verfasste Milutinović zahlreiches Epische und Lyrische im Geiste der Serbianka und wurde zu einem wesentlichen Pionier der neu auflebenden literarischen Tätigkeit in Serbien. Allerdings erwarb er sich durch die Herausgabe der Tragödie Karadjordje zahlreiche neue Feinde und starb in Armut am 30. Dezember 1847jul. / 11. Januar 1848greg..

## Kommentar
Ein Vergleich der Biografien der beiden serbischen Dichter (Milutinović und Karadžić) zeigt erstaunlich ähnliche Lebenswege und auch Ergebnisse. – Beide besuchten eine Schule in Karlovicz, beide dienten bei der gleichen Familie, dem Fürsten Miloš Obrenović, beide waren in Leipzig, beide arbeiteten mit Wilhelm Gerhard zusammen, beide schufen Grundlegendes in serbischer Sprache, da scheint die Annahme opportun, dass sie sich kannten und ggf. voneinander profitierten. Allerdings fand sich in der deutschsprachigen Literatur (bisher) kein konkreter Hinweis darauf.